# Национално знаме на Ливан
Националното знаме на Ливан е прието на 7 декември 1943 година. Знамето е съставено от три хоризонтални ленти в червено, бяло и червено в средата е изобразен зелен ливански кедър.
Знамето е изработено така да бъде неутрално и да не представлява нито една религиозна група в страната. Червеният цвят символизира кръвта пролята за свобода, белият символизира мир. Ливанският кедър символизира издръжливост и безсмъртие.

## Знаме през годините
- Знамето на Голям Ливан по време на френския мандат 1920 – 1943
- Знамето на Голям Ливан по време на френския мандат 1920 – 1943 (вариантна форма)
- Знамето на Голям Ливан по време на френския мандат 1920 – 1943 (вариантна форма)